# Ronald L. Akers
Ronald Louis Akers (auch Ron Akers; * 7. Januar 1939 in New Albany, Indiana; † 19. Oktober 2024) war ein US-amerikanischer Soziologe und Kriminologe. 1979 amtierte er als Präsident der American Society of Criminology.

## Leben
Akers machte 1960 den Bachelor-Abschluss an der Indiana State University und 1961 das Master-Examen (Hauptfach: Soziologie) an der Kent State University. 1966 an der University of Kentucky zum Ph.D. promoviert. Danach war er erst Assistant professor und dann Associate professor für Soziologie an der University of Washington in Seattle, dann von 1972 bis 1974 Professor für Kriminologie an der Florida State University und von 1974 bis 1980 Soziologieprofessor an der University of Iowa. Seit 1980 war er Professor für Soziologie und Kriminologie an der University of Florida. 1988 wurde er mit dem Edwin H. Sutherland Award der American Society of Criminology geehrt. Ihm zu Ehren wurde ein Lehrstuhl an der University of Kentucky benannt: The Ronald L. Akers Professorship in Criminology and Deviance.
Sein wichtigster Beitrag zur Lehrbuch-Kriminologie ist die Theorie des sozialen Lernens , bei der es sich um eine Ergänzung der kriminologischen Lerntheorie von Edwin H. Sutherland handelt. Nach Akers ist die positive oder negative Verstärkung situationsabhängig. So muss eine Haftstrafe nicht stigmatisierend sein, sie kann auch zu einer Statusverbesserung in einer subkulturellen Gruppe führen.

## Schriften (Auswahl)
- Criminological theories. Introduction, evaluation, and application. 7. Auflage, Oxford University Press, New York 2017, ISBN 9780190455163 (mit Christine S. Sellers und Wesley G. Jennings).
- Social learning and social structure. A general theory of crime and deviance. Transaction Publishers, New Brunswick 2009; ISBN 9781412809993 (Erstausgabe:  Northeastern University Press, Boston 1998, ISBN 1555533108).
- Drugs, Alcohol, and Society. Social Structure, Process, and Policy, Wadsworth Pub. Co., Belmont 1992, ISBN 053416806X.
- Deviant behavior. A social learning approach. 3. Auflage, Wadsworth Pub. Co.,  Belmont 1985; ISBN 0534039154.
- A Differential Association-Reinforcement Theory of Criminal Behavior, in: Social Problems, Bd. 14, 1966, Nr. 2, S. 128–147 (mit Robert L. Burgess)